# ترتیا رچکا
ترتیا رچکا (انگلیسی: Tretya Rechka) یک رودخانه در ناحیه خودگردان چوکوتکای کشور روسیه است.